# Lagman (alimento)
Lagman (em chinês simplificado: 拉面; pinyin: ￼￼lāmiàn; em russo:  Лагман; em usbeque:  Lagʻmon, Лағмон) é um prato tradicional de culinárias asiáticas, como a do Quirguistão e da Cazaquistão. Consiste em massa servida com um molho de carne e vegetais.
O nome russo lagman parece vir do leste da China, onde era conhecido como "Lyohn Mian", (que era pronunciado "Lyag Man" pelos uigures); ou seja, uma forma de min ou massa chinesa. A diferença é que esta massa era feita esticando uma bolinha de massa de farinha de trigo, ovos e manteiga com as duas mãos, até obter um fio com cerca de um metro de comprimento; estes fios eram então cozidos em água fervente e depositados em água fria, para não se pegarem.
O molho inclui carne, repolho, rábano, cenoura, cebola, tomate, pimentão e especiarias. 